# Loriot argenté
Oriolus mellianus
Espèce
Statut de conservation UICN

 EN C2a(ii) : En danger
Le Loriot argenté (Oriolus mellianus) est une espèce de passereau de la famille des Oriolidae.

## Répartition
Il niche dans le sud de la Chine ; il hiverne au Cambodge et en Thaïlande.

## Habitat
Il habite les forêts humides tropicales et subtropicales.
Il est menacé par la perte de son habitat.